# Tracy Lipp
William Tracy, conocido como Tracy Lipp, es un letrista finlandés. Nació en la ciudad de Glendale, California. Ha colaborado con músicos como Tiktak, Lordi o Technicolour. También es compositor de canciones.

## Biografía
Primeramente, Tracy trabajó con EMI, aunque no duró mucho su estancia, ya que se trasladó y actualmente trabaja en la Helsinki Music Company. Al principio, Tracy trabajó con Lordi, con el cual ha grabado todos los álbumes que tiene hasta el momento la banda: Get Heavy, The Monsterican Dream, The Arockalypse, Deadache y Babez For Breakfast. El último álbum fue producido en Nashville con la ayuda de Michael Wagener. Además Tracy protagonizó The Kin, primer cortometraje de la banda Lordi.
Mientras trabajaba con la banda finlandesa, también hizo trabajos para Ari Koivunen, Anna Abreu, Agnes Pihlava, Technicolour y Laura Voutilainen.

## Filmografía

### Actor
- The Kin (2004)[3]

### Banda sonora
- Yo y Morrison (2001) - "You Cross the Line"[3]
- Festival de la Canción de Eurovisión 2002 (2002) - "Addicted to you"[3]
- Huips (2003) - "Addicted to you" y "Roviolla"[3]